# NGC 5195
NGC 5195, quelquefois désignée comme M51B, est une galaxie lenticulaire relativement rapprochée et située dans la constellation des Chiens de chasse. Sa vitesse par rapport au fond diffus cosmologique est de 628 ± 12 km/s, ce qui correspond à une distance de Hubble de 9,26 ± 0,67 Mpc (∼30,2 millions d'al). NGC 5195 a été découverte par l'astronome français Pierre Méchain en 1781.

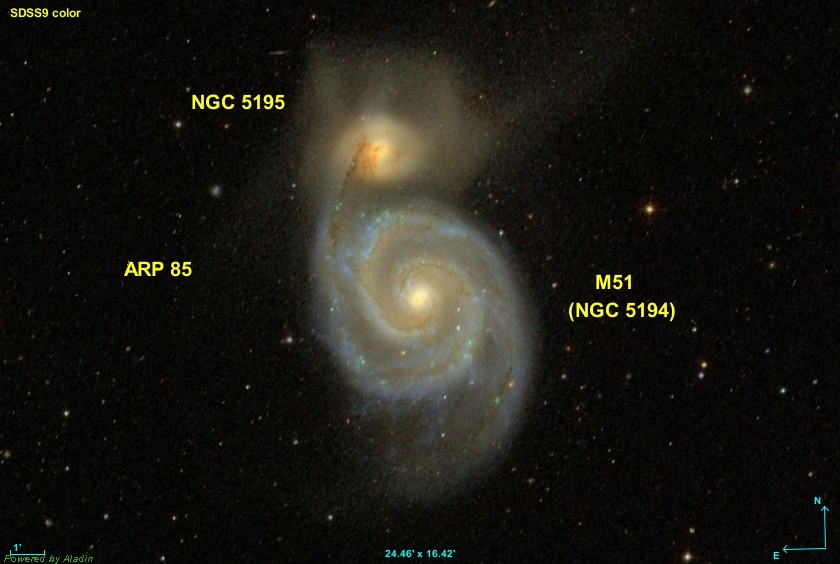
Arp 85 : M51 et NGC 5195

En compagnie de M51, NGC 5195 forme un couple de galaxies en interaction, qui figure dans l'atlas des galaxies particulières de Halton Arp sous la cote Arp 85,.
NGC 5195 a été utilisée par Gérard de Vaucouleurs comme une galaxie de type morphologique I0/SB(r)0+ pec dans son atlas des galaxies,.
NGC 5195 présente une large raie HI c'est une galaxie LINER, c'est-à-dire une galaxie dont le noyau présente un spectre d'émission caractérisé par de larges raies d'atomes faiblement ionisés. La luminosité de la galaxie NGC 5195 dans l'infrarouge lointain (de 40 à 400 µm)  est égale à 2,75 × 109 {\displaystyle L_{\odot }} (109,44{\displaystyle L_{\odot }}) et sa luminosité totale dans l'infrarouge (de 8 à 1 000 µm) est de 3,16 × 109 {\displaystyle L_{\odot }} (109,50{\displaystyle L_{\odot }}).

## Distance de NGC 5195
La distance de Hubble) de cette galaxie est égale à 9,26 ± 0,67 Mpc (∼30,2 millions d'al). Cependant, comme pour plusieurs galaxies du groupe de M101 et du groupe de M51, la distance de Hubble est souvent très différente de la distance mesurée par des méthodes indépendantes du décalage. Certaines galaxies se déplacent dans le groupe avec des vitesses propres qui ne sont pas négligeables par rapport à la vitesse de récession produite par l'expansion de l'Univers. Si une galaxie du groupe se dirige vers la Voie lactée, on obtient une distance de Hubble plus petite que la distance réelle de la galaxie et, dans le cas contraire, une distance plus grande.
Dans le cas de NGC 5195, 51 mesures non basées sur le décalage vers le rouge (redshift) ont été réalisées à ce jour. La distance de cet échantillon donne une valeur de  7,223 ± 2,168 Mpc (∼23,6 millions d'al). Cette valeur est aussi pratiquement la même que celle de M51.

## Supernova
La supernova SN 1945A a été découverte le 8 avril 1945 par l'astronome américain Milton Humason. Le type de cette supernova n'a pas été déterminé.

## Interaction avec M51

M51 à gauche et NGC 5195 à droite. Image produite en 2005 par le Hubble Heritage Project.

On pense que la structure spirale bien définie de la galaxie du Tourbillon (M51) provient de l'interaction étroite entre NGC 5195 et M51. NGC 5195 pourrait avoir traversé le disque de M51 il y a environ 500 à 600 millions d'années. Selon le scénario proposé, NGC 5195 aurait pénétré le disque de M51 de l'arrière vers nous et elle aurait même effectué un autre croisement entre 50 et 100 millions d'années jusqu'à sa position présente, soit légèrement à l'arrière de M51.
Cette paire de galaxie a fait l'objet de plusieurs études théoriques précoces. Ces deux galaxies sont reliées par un pont de marée riche en poussière qui semble être vu en silhouette contre le centre de NGC 5195. Cela laisse supposer que NGC 5195 est à l'arrière de M51.

## Groupe de M51 et de M101
Selon A.M. Garcia, la galaxie NGC 5195 fait partie d'un groupe de galaxies qui compte au moins 10 membres, le groupe de M51 (NGC 5194 dans l'article de Garcia). Les autres membres de ce groupe sont NGC 5023, M63 (NGC 5055), M51 (NGC 5194), NGC 5229, IC 4263, UGC 8215, UGC 8308, UGC 8320 et UGC 8331.
D'autre part, dans un article publié en 1998, Abraham Mahtessian indique que NGC 5195 fait partie d'un groupe plus vaste qui compte plus de 80 galaxies, le groupe de M101. Plusieurs galaxies de la liste de Mahtessian se retrouvent également dans d'autres groupes décrit par A.M. Garcia, soit le groupe de NGC 3631, le groupe de NGC 4051, le groupe de M109 (NGC 3992), le groupe de NGC 4051, le groupe de M106 (NGC 4258) et le groupe de NGC 5457.
Plusieurs galaxies de ces six groupes de Garcia ne figurent pas dans la liste du groupe de M101 de Mahtessian. Il y a plus de 120 galaxies différentes dans les listes des deux auteurs. Puisque la frontière entre un amas galactique et un groupe de galaxies n'est pas clairement définie (on parle de 100 galaxies et moins pour un groupe), on pourrait qualifier le groupe de M101 d'amas galactique contenant plusieurs groupes de galaxies.
Les groupes de M101 et de M51 font partie de l'amas de la Grande Ourse, l'un des amas galactiques du superamas de la Vierge.